# Bouville (Seine-Maritime)
Pour les articles homonymes, voir Bouville.
Bouville est une commune française située dans le département de la Seine-Maritime en région Normandie.

## Géographie

### Localisation
|              | Mesnil-Panneville | Pavilly         |
| Blacqueville | Bouville          | Barentin        |
|              | Saint-Paër        | Villers-Écalles |

### Hydrographie
La commune est située dans le bassin Seine-Normandie. Elle n'est drainée par aucun cours d'eau,. Néanmoins un plan d'eau est présent sur le territoire communal : la mare des Saules (0,01 ha),.

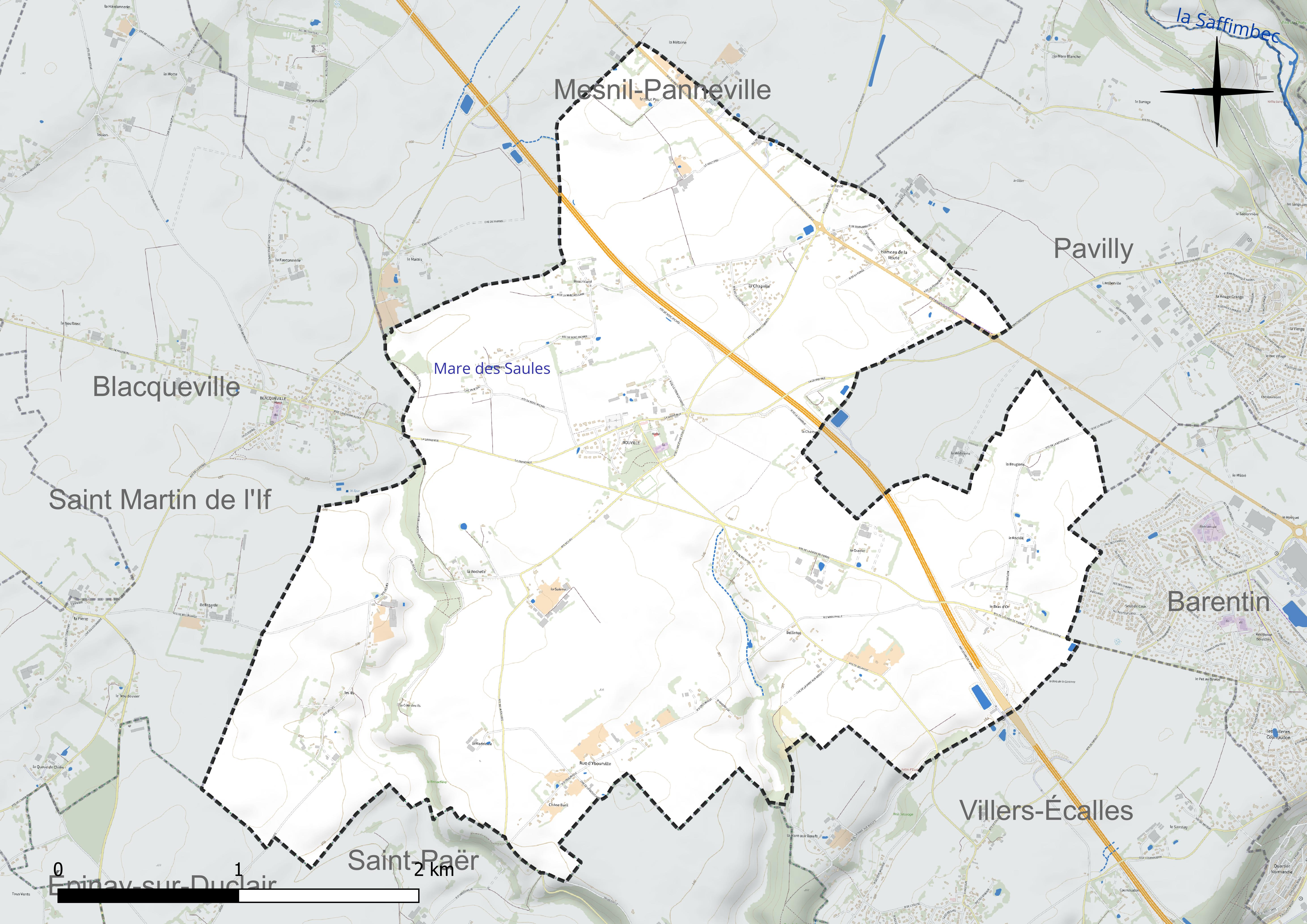
Réseau hydrographique de Bouville.

### Climat
Pour des articles plus généraux, voir Climat de la Normandie et Climat de la Seine-Maritime.
En 2010, le climat de la commune est de type climat océanique dégradé des plaines du Centre et du Nord, selon une étude du CNRS s'appuyant sur une série de données couvrant la période 1971-2000. En 2020, Météo-France publie une typologie des climats de la France métropolitaine dans laquelle la commune est exposée à un climat océanique et est dans la région climatique Côtes de la Manche orientale, caractérisée par un faible ensoleillement (1 550 h/an) ; forte humidité de l’air (plus de 20 h/jour avec humidité relative > 80 % en hiver), vents forts fréquents. Parallèlement le GIEC normand, un groupe régional d’experts sur le climat, différencie quant à lui, dans une étude de 2020, trois grands types de climats pour la région Normandie, nuancés à une échelle plus fine par les facteurs géographiques locaux. La commune est, selon ce zonage, exposée à un « climat maritime », correspondant au Pays de Caux, frais, humide et pluvieux, légèrement plus frais que dans le Cotentin.
Pour la période 1971-2000, la température annuelle moyenne est de 10,5 °C, avec une amplitude thermique annuelle de 13,6 °C. Le cumul annuel moyen de précipitations est de 879 mm, avec 13,4 jours de précipitations en janvier et 8,8 jours en juillet. Pour la période 1991-2020, la température moyenne annuelle observée sur la station météorologique la plus proche, située sur la commune d'Ectot-lès-Baons à 11 km à vol d'oiseau, est de 10,8 °C et le cumul annuel moyen de précipitations est de 905,5 mm,. Pour l'avenir, les paramètres climatiques de la commune estimés pour 2050 selon différents scénarios d’émission de gaz à effet de serre sont consultables sur un site dédié publié par Météo-France en novembre 2022.

## Urbanisme

### Typologie
Au 1er janvier 2024, Bouville est catégorisée commune rurale à habitat dispersé, selon la nouvelle grille communale de densité à sept niveaux définie par l'Insee en 2022.
Elle est située hors unité urbaine. Par ailleurs la commune fait partie de l'aire d'attraction de Rouen, dont elle est une commune de la couronne,. Cette aire, qui regroupe 317 communes, est catégorisée dans les aires de 200 000 à moins de 700 000 habitants,.

### Occupation des sols
L'occupation des sols de la commune, telle qu'elle ressort de la base de données européenne d’occupation biophysique des sols Corine Land Cover (CLC), est marquée par l'importance des territoires agricoles (96,8 % en 2018), une proportion identique à celle de 1990 (96,8 %). La répartition détaillée en 2018 est la suivante : 
terres arables (72 %), prairies (22,7 %), zones urbanisées (2,3 %), zones agricoles hétérogènes (2,1 %), forêts (0,8 %). L'évolution de l’occupation des sols de la commune et de ses infrastructures peut être observée sur les différentes représentations cartographiques du territoire : la carte de Cassini (XVIIIe siècle), la carte d'état-major (1820-1866) et les cartes ou photos aériennes de l'IGN pour la période actuelle (1950 à aujourd'hui).

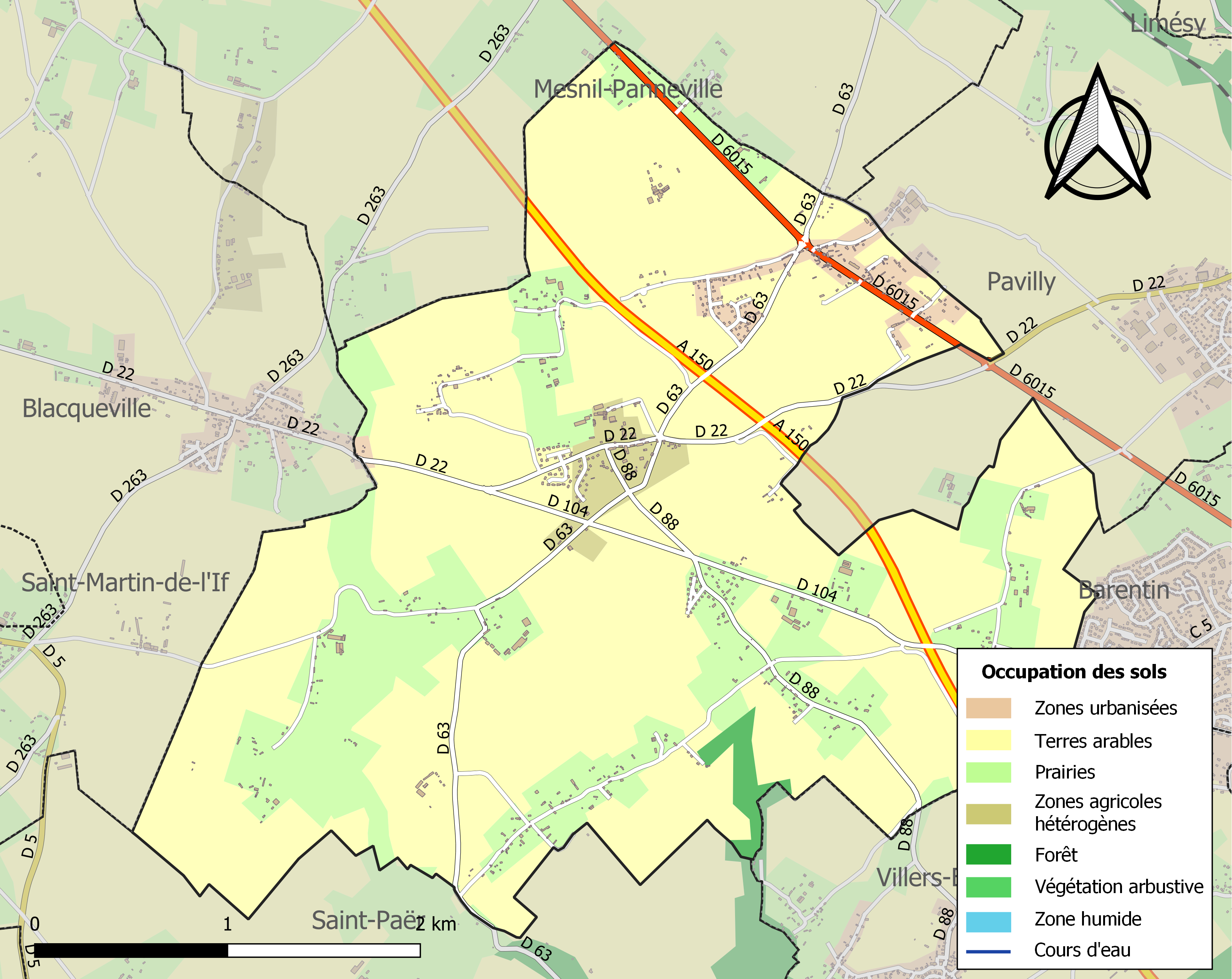
Carte des infrastructures et de l'occupation des sols de la commune en 2018 (CLC).

### Voies de communication et transports
La commune est desservie par la ligne de car régional Nomad 526 qui va à Rouen.

## Toponymie
Le nom de la localité est peut-être attesté sous la forme Bauvilla en 849, sous les formes de Bouvilla avant 1155; de Bovilla en 1212 ; Ecclesia Beate Marie de Bouvilla en 1223 ; Bovilla vers 1240 ; Bouvilla en 1337 (Longnon) ; Bouville en 1403 et en 1431 (Longnon); Bouvylle en 1500; Seigneurie de Bouville en 1503; fief de Bouville en 1583 et en 1712 ; Notre Dame de Bouville en 1717 ; Bouville en 1715 (Frémont) et en 1757 (Cassini).

## Histoire
L'architecte Jean-Guillaume Bernard Vauquelin réalise un château à Bouville vers 1780.
Seconde Guerre mondiale
Le 7 janvier 1944, un avion de la 8e Air Force s'écrase à proximité. Robert Huston (1922 - 2021), originaire du Nouveau-Mexique est le seul rescapé des onze membres d'équipage. Il est soigné et logé pendant plusieurs semaines par des couples d'agriculteurs de la région. Un résistant des FFI le dirige ensuite vers le réseau d'évasion maritime Shelburn de Plouha.

## Politique et administration
| Période                                  | Période                  | Identité                   | Étiquette | Qualité |
| ---------------------------------------- | ------------------------ | -------------------------- | --------- | --- |
| Les données manquantes sont à compléter. |                          |                            |           | |
| 1835                                     |                          | M. Le Masson               |           | |
| Les données manquantes sont à compléter. |                          |                            |           | |
| 1930                                     |                          | Brument                    |           | |
| Les données manquantes sont à compléter. |                          |                            |           | |
| mars 1982                                | décembre 1994            | Léopold Petit              |           | |
| février 1995                             | mars 2008                | Marie-Hélène Joyen-Conseil |           | |
| mars 2008                                | mars 2014                | Hervé Petit                |           | |
| mars 2014                                | juin 2020                | Chantal Verhalle           |           | |
| juin 2020,                               | septembre 2020           | François Huet              |           | À la suite de la destitution de M. Huet par le tribunal Administratif après 3 mois de mandat, la 1re adjointe, Anne Lindenmann endosse le rôle de maire par intérim en attendant les prochaines élections |
| 05/05/2021                               | En cours (au 12/06/2021) | Thierry Lermechain         |           | |

## Démographie
L'évolution du nombre d'habitants est connue à travers les recensements de la population effectués dans la commune depuis 1793. Pour les communes de moins de 10 000 habitants, une enquête de recensement portant sur toute la population est réalisée tous les cinq ans, les populations de référence des années intermédiaires étant quant à elles estimées par interpolation ou extrapolation. Pour la commune, le premier recensement exhaustif entrant dans le cadre du nouveau dispositif a été réalisé en 2006.

En 2022, la commune comptait 1 029 habitants, en évolution de +5,11 % par rapport à 2016 (Seine-Maritime : +0,35 %, France hors Mayotte : +2,11 %).
| 1793 | 1800 | 1806 | 1821 | 1831  | 1836  | 1841  | 1846  | 1851  |
| ---- | ---- | ---- | ---- | ----- | ----- | ----- | ----- | ----- |
| 822  | 968  | 838  | 855  | 1 107 | 1 108 | 1 091 | 1 106 | 1 153 |

| 1856  | 1861 | 1866 | 1872 | 1876 | 1881 | 1886 | 1891 | 1896 |
| ----- | ---- | ---- | ---- | ---- | ---- | ---- | ---- | ---- |
| 1 011 | 922  | 894  | 838  | 830  | 780  | 844  | 816  | 817  |

| 1901 | 1906 | 1911 | 1921 | 1926 | 1931 | 1936 | 1946 | 1954 |
| ---- | ---- | ---- | ---- | ---- | ---- | ---- | ---- | ---- |
| 799  | 802  | 730  | 736  | 720  | 735  | 628  | 664  | 637  |

| 1962 | 1968 | 1975 | 1982 | 1990  | 1999 | 2006 | 2011 | 2016 |
| ---- | ---- | ---- | ---- | ----- | ---- | ---- | ---- | ---- |
| 618  | 559  | 576  | 924  | 1 020 | 994  | 919  | 932  | 979  |

| 2021  | 2022  | - | - | - | - | - | - | - |
| ----- | ----- | - | - | - | - | - | - | - |
| 1 013 | 1 029 | - | - | - | - | - | - | - |

## Culture locale et patrimoine

### Lieux et monuments
- Croix de Pierre.

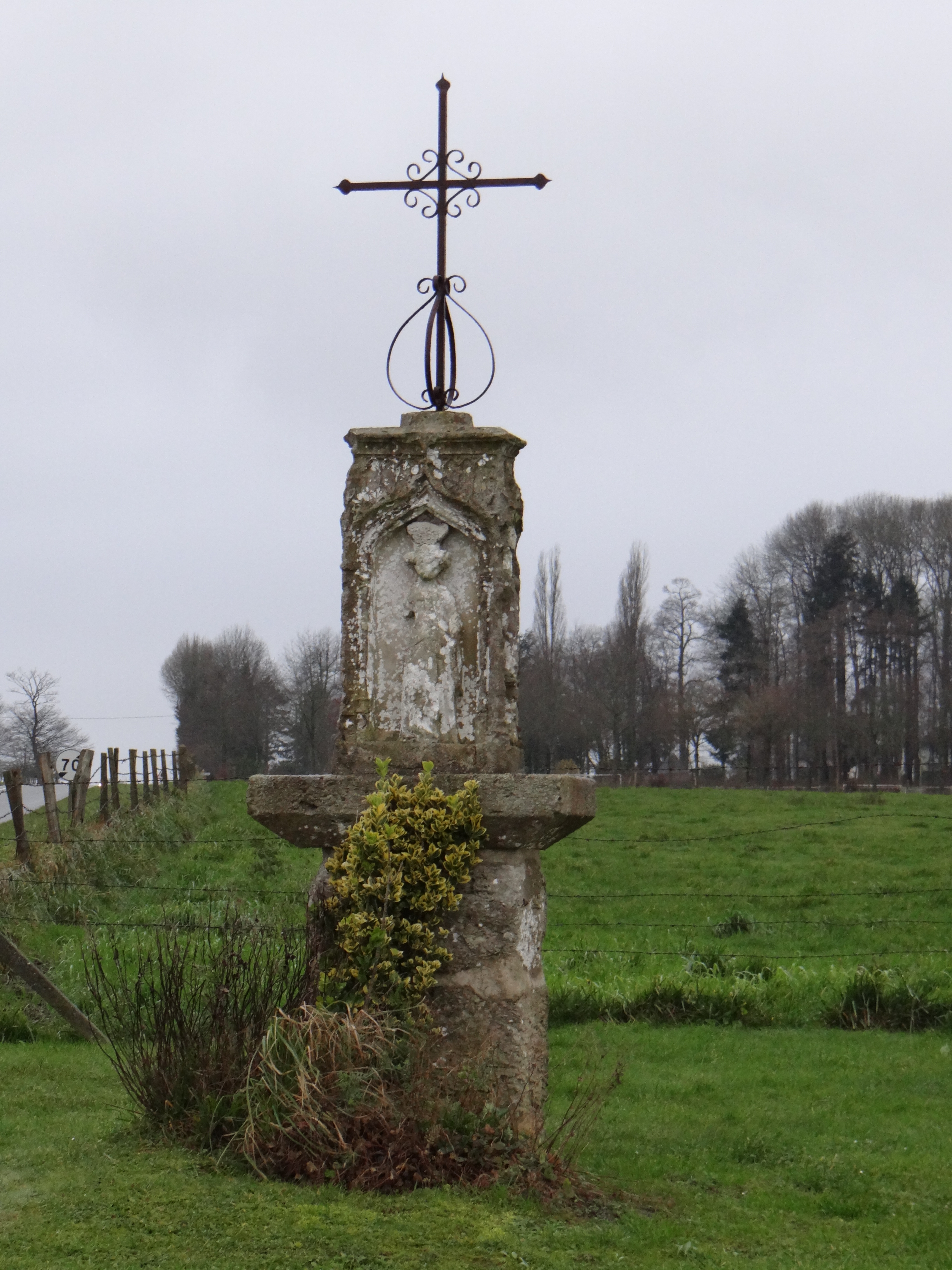
Calvaire.

- Église Notre-Dame-et-Sainte-Anne : le clocher-tour d'origine romane, sur plan rectangulaire, est la partie la plus ancienne du monument, inscrite Monument Historique par arrêté du 28 mars 1939[32]. Le clocher roman normand se situe entre la nef et le chœur. On observe une différence architecturale entre le bas et le haut de la tour du clocher. Côté nord, une vieille porte en plein cintre surmontée d'une étroite ouverture, nous plonge au début du XIIe siècle. La présence de tuf confirme cette datation. La partie haute de la tour, avec l'étage des cloches, a fait l'objet d'une fine restauration à la fin du XIIe siècle, avec des bandeaux de silex et des pierres taillées. La tour est percée de quatre grandes baies composées chacune de deux fenêtres géminées, séparées par une colonnette, et surmontées d'un arc brisé finement sculpté rappelant le début du gothique. Cette tour est surmontée d'une flèche en ardoise et d'une girouette neuve en forme de coq. Après la démolition d'une nef d'origine romane, la nouvelle nef constitue une belle construction, en pierre de taille de la région, datant d'avant les guerres de religion. Pour recevoir un nombre supérieur de fidèles, elle est plus large que la précédente, ce qui constitue toutefois un rétrécissement au niveau du clocher préjudiciable pour suivre les offices dans le chœur. Le chantier de la nouvelle nef devait certainement se poursuivre avec le clocher et le chœur mais, pour des raisons sans doute financières, on arrêta l'opération d'où les arrachements bien visibles. Le chœur roman n'existe pourtant plus. Il semble reconstruit avec des matériaux de récupération et sans style particulier avec un chevet plat qui précède une sacristie datant du XIXe siècle.

### Personnalités liées à la commune
- Louis-Jacques Grossin de Bouville (1759-1838), homme politique français.
- Louis Grossin de Bouville (1814-1893), homme politique français.
- Narcisse Guilbert (1878-1942), artiste peintre né à Bouville.

### Héraldique
| Armes de Bouville | Les armes de la commune de Bouville se blasonnent ainsi : D'azur à l’étai d’or accompagné de trois tours d’argent maçonnées de sable. Ces armes sont inspirées du blason de la branche aînée de la famille de Grossin de Bouville « de sable à un chevron d'or accompagné de trois tours d'argent maçonnées de sable » avec la devise « Fidus et Fidens ». La couronne de comte fut attribuée à Louis-Jacques de Grossin en 1783. Le titre était attaché à la seigneurie de Bouville en Normandie. |

## Pour approfondir